# Félix Olavarrieta
Félix Olavarrieta Bernardino (Aranjuez, Madrid, 1974) es economista y directivo español. Ha desarrollado su carrera en Madrid, ocupando distintos puestos directivos en Jaguar Land Rover Ibérica. 

## Formación y Desarrollo profesional
Nació en Aranjuez, y es licenciado en Ciencias Económicas y Empresariales por la Universidad Complutense de Madrid y Máster Financiero por el Advance Finance Institute. También ha completado un Máster de Digitalización en ISDI.
En 1997 entró a formar parte de Jaguar Hispania, cuando la marca todavía no se había fusionado con Land Rover. A lo largo de su trayectoria en la compañía ha ocupado diversos puestos directivos en España, Portugal y Austria, en los departamentos de Marketing y Ventas.
Tras pasar por varios puestos de campo en operaciones, en 2008 fue nombrado director de Operaciones y Flotas en Portugal (2008), y dos años después fue designado director de Desarrollo de Red de las marcas Jaguar y Land Rover, para Iberia. 
En 2014 fue nombrado director de Ventas para España y Portugal, cargo en el que innovó con la creación del programa de usados Approved y Remarketing, mediante el modelo de subasta. También ocupó el puesto de director de Ventas en Austria, con sede en Salzburgo, de manera interina. 
En octubre de 2019 asumió la Dirección General Comercial de ambas marcas con responsabilidad directa en las áreas de Ventas, Distribución y Logística, Servicios financieros, Flotas y Operaciones Especiales, para España y Portugal.  
Como director de Marketing desde marzo de 2022, ha desarrollado la imagen de marca global y de marca de lujo, con participación en diferentes programas de la industria. Respecto de la transformación digital del sector del lujo en la automoción, Olavarrieta constata en la mesa redonda «Industry Series: Luxury» que, para la compra de un vehículo, la búsqueda se hace por canales digitales, mientras que la adquisición de un automóvil de lujo es directa y presencial, ya que el comprador quiere «tocar, oler, oír y sentir el producto». 
En 2022 participó en el 25 Aniversario del Observatorio CETELEM, en la Mesa del Motor. Respecto de los coches eléctricos, el directivo considera que es necesario acelerar las infraestructuras de recarga y facilitar su implantación, como ocurre en Portugal, donde los vehículos de lujo son de alta imposición tributaria, mientras que los eléctricos tienen ciertas exenciones y las empresas que apuestan por ellos no pagan IVA, lo que ha permitido altas ventas del sector. Desde diciembre de 2023 ocupa el cargo de director de Desarrollo de Red para Iberia.
Olavarrieta ha sido ponente en el Marketing Summit de Best in Auto 2023, y miembro del jurado de diversos premios, como los reconocimientos que otorga Best in Auto, o los galardones Desmarcadas, en los que se reconoce el papel destacado de la mujer en diversos ámbitos. En 2023 el premio se concedió a la piragüista olímpica Teresa Portela.
Al margen de su carrera profesional, Félix Olavarrieta es un apasionado jugador de golf, disciplina en la que ha conseguido distintos trofeos regionales, y es miembro destacado del Club de Golf Aranjuez.